# بيتر فرانكوبان
بيتر فرانكوبان (بالإنجليزية: Peter Frankopan)‏ (ولد 1971 م) هو مؤرخ بريطاني، ومدير مركز الدراسات البيزنطية بجامعة أكسفورد.
أشهر آثاره: «طرق الحرير: تاريخ آخر للعالم» (بالإنكليزية) - دار بلومزبري، 2015 م. من مؤلفاته أيضا: «الحروب الصليبية الأولى».